# Binga FC
El Binga FC es un equipo de fútbol de Malí que juega en la Segunda División de Malí, la segunda categoría nacional.

## Historia
Fue fundado en el año 2009 en la capital Bamako y en 2021 llegan a la final de la Copa de Malí como equipo de segunda división, perdiendo la final contra el Stade Malien por 2-3, con el consuelo de lograr la clasificación a la Copa Confederación de la CAF 2021-22 debido a que el Stade Malien ya había logrado la clasificación a la Liga de Campeones de la CAF 2021-22.
En su primera participación a nivel internacional fueron eliminados en la tercera ronda por el Zanaco FC de Zambia.

## Participación en competiciones de la CAF
| Temporada | Torneo                | Ronda | Club          | Casa | Visita | Global  |
| --------- | --------------------- | ----- | ------------- | ---- | ------ | ------- |
| 2021-22   | CAF Confederation Cup | 1     | MC Breweries  | 3–0  | 0–2    | 5–0     |
| 2021-22   | CAF Confederation Cup | 2     | ASFA Yennenga | 0–1  | 1–0    | 1–1 (p) |
| 2021-22   | CAF Confederation Cup | 3     | MC Zanaco     | 2–0  | 0–3    | 2-3     |